# Coosur
Aceites Coosur, S.A. es una  empresa española dedicada a la comercialización de aceite de oliva. Coosur pertenece al grupo Acesur.
Con más de 50 años de historia, sus productos de distribuyen por Europa, Norteamérica, Iberoamérica y Oriente Próximo. Sus centros se ubican en las provincias de Jaén, Sevilla y Madrid.
- Datos: Q5786362